# Rocky Mountain Construction

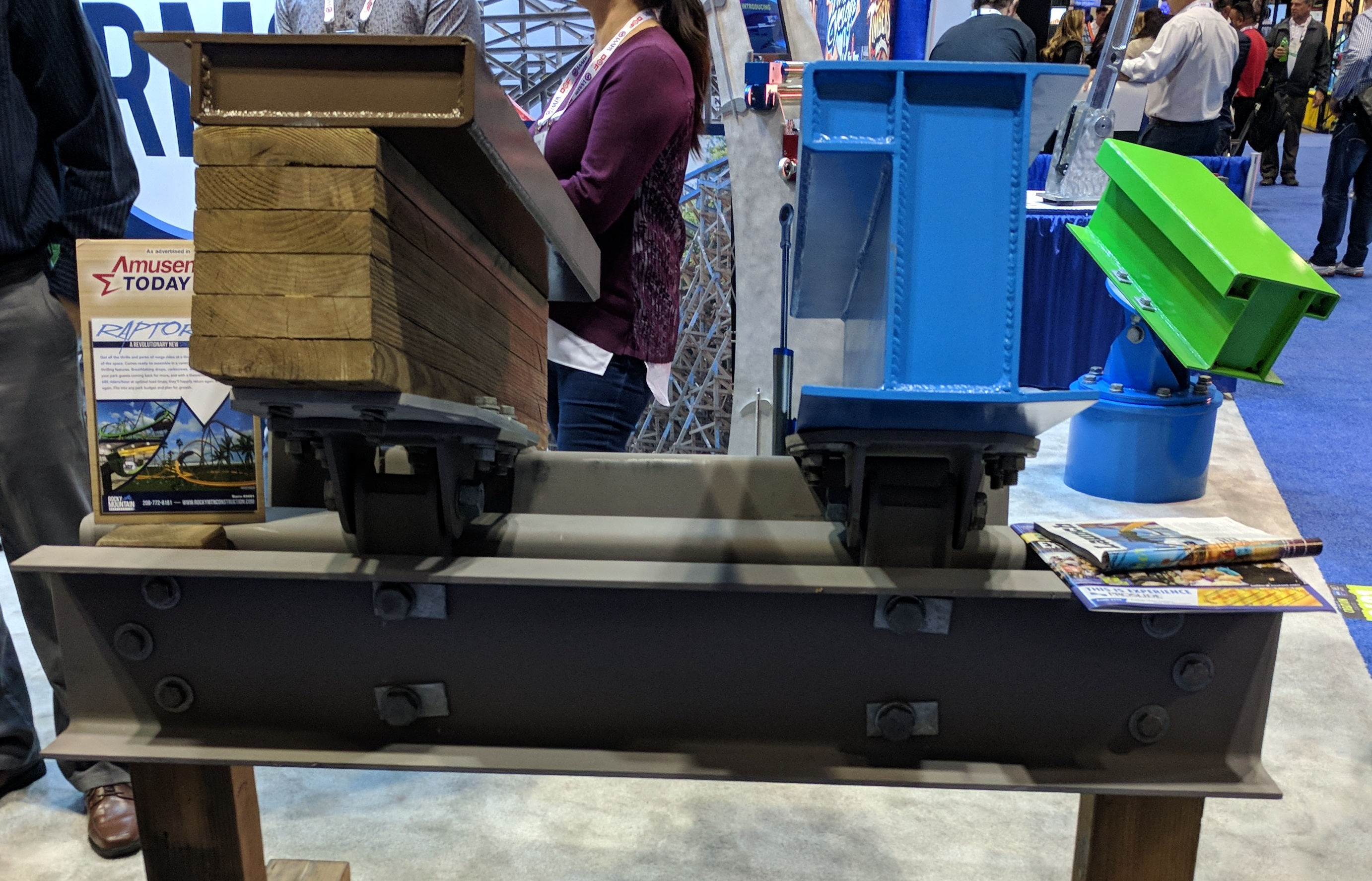
Typische Stahlschienenprofile von RMC: Topper Track (braun), IBox Track (blau) und Raptor Track (grün)

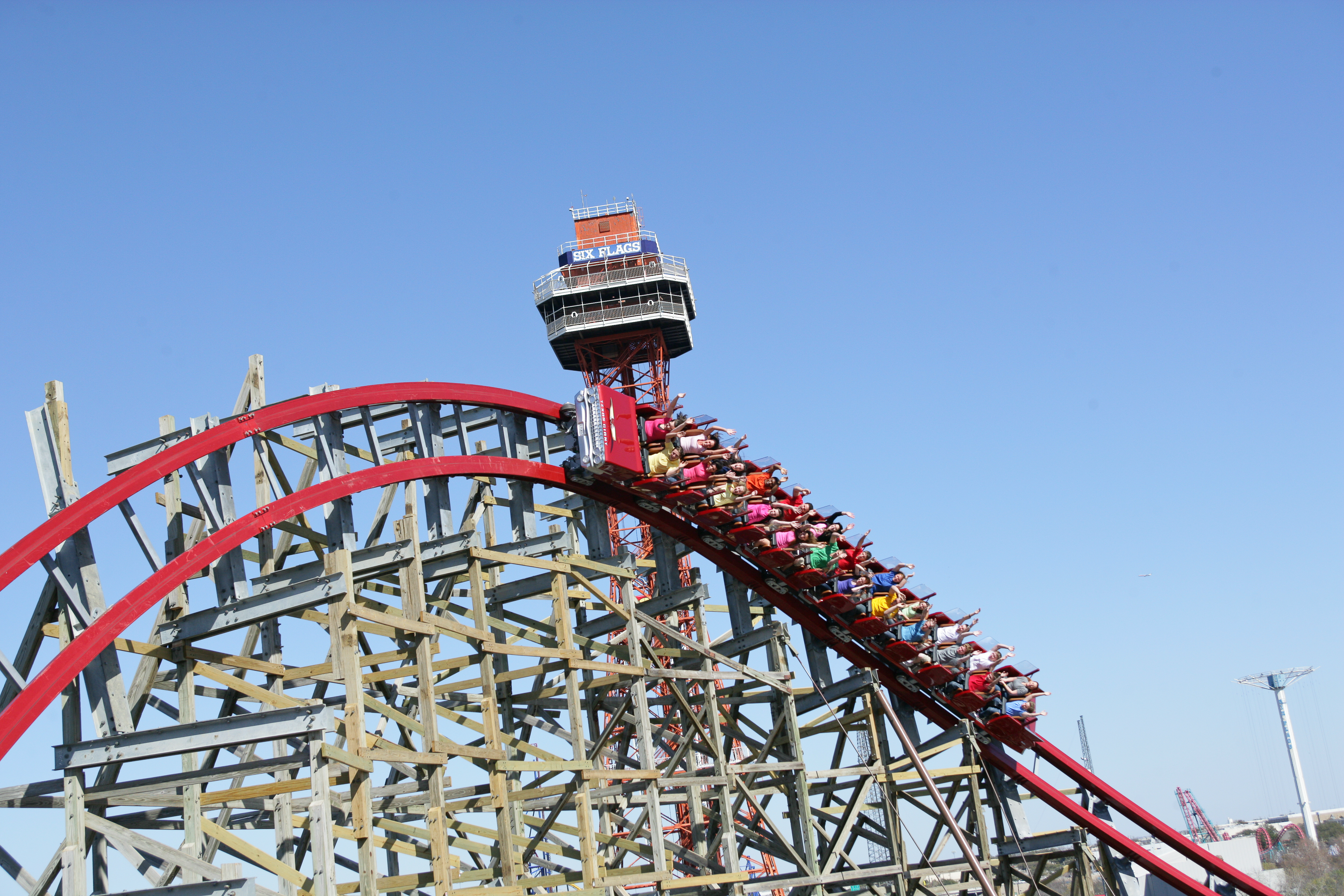
New Texas Giant, die erste Achterbahn des Herstellers

Rocky Mountain Construction (kurz: RMC) ist ein US-amerikanischer Hersteller von Achterbahnen aus Hayden, Idaho.
Der Hersteller bietet derzeit drei Achterbahn-Systeme an, die sich durch Form und Ausführung der Schienen unterscheiden: IBox Track (reine Kastenprofil-Stahlschiene mit an klassischen Holzachterbahnschienen angelehntem Querschnitt), Topper Track (Holz-/Stahl-Schiene, bei denen die ursprünglichen obersten Lagen Holz durch ein vorgefertigtes, aufgeschraubtes Stahl-Hohlprofil ersetzt werden, auf dem die Räder laufen) und Raptor Track (Einschienen-Stahlschiene nach Art einer gespiegelten/verdoppelten IBox Track, mit zentralem Träger-Hohlprofil).
RMC führt auch die Sanierung und Ertüchtigung bestehender Holzachterbahngerüste durch. Dabei werden oft für klassische Holzachterbahnen untypische Fahrelemente wie Inversionen verbaut, die mit den Schienensystemen der Firma möglich werden. Die erste Anlage des Herstellers war der New Texas Giant, wobei die existierende Anlage (Texas Giant) umgebaut wurde. Dabei wurden unter anderem die alten hölzernen Schienen durch neue Schienen komplett aus Stahl ersetzt.

## Liste der RMC-Bahnen
| Name                              | Park                        | Land               | Öffnung       | Achterbahn-Modell | Besonderheiten                                                                     |
| --------------------------------- | --------------------------- | ------------------ | ------------- | ----------------- | ---------------------------------------------------------------------------------- |
| New Texas Giant                   | Six Flags Over Texas        | Vereinigte Staaten | 22. Apr. 2011 | IBox Track        | Erste Achterbahn des Herstellers                                                   |
| Outlaw Run                        | Silver Dollar City          | Vereinigte Staaten | 15. März 2013 | Topper Track      | Erste Auslieferung vom Topper Track                                                |
| Iron Rattler                      | Six Flags Fiesta Texas      | Vereinigte Staaten | 25. Mai 2013  | IBox Track        | Erste Auslieferung des IBox Track mit Inversion                                    |
| Medusa Steel Coaster              | Six Flags Mexico            | Mexiko             | 14. Juni 2014 | IBox Track        |                                                                                    |
| Goliath                           | Six Flags Great America     | Vereinigte Staaten | 19. Juni 2014 | Topper Track      |                                                                                    |
| Twisted Colossus                  | Six Flags Magic Mountain    | Vereinigte Staaten | 23. Mai 2015  | IBox Track        |                                                                                    |
| Wicked Cyclone                    | Six Flags New England       | Vereinigte Staaten | 24. Mai 2015  | IBox Track        |                                                                                    |
| Storm Chaser                      | Kentucky Kingdom            | Vereinigte Staaten | 30. Apr. 2016 | IBox Track        | Erste pure Stahlachterbahn des Herstellers                                         |
| The Joker                         | Six Flags Discovery Kingdom | Vereinigte Staaten | 30. Mai 2016  | IBox Track        |                                                                                    |
| Lightning Rod                     | Dollywood                   | Vereinigte Staaten | 13. Juni 2016 | Topper Track      | Erste Holzachterbahn mit Katapultstart                                             |
| Wildfire                          | Kolmården                   | Schweden           | 28. Juni 2016 | Topper Track      | Erste Achterbahn des Herstellers in Europa                                         |
| Twisted Timbers                   | Kings Dominion              | Vereinigte Staaten | 24. März 2018 | IBox Track        |                                                                                    |
| Steel Vengeance                   | Cedar Point                 | Vereinigte Staaten | 5. Mai 2018   | IBox Track        | Hyper Coaster; 27,7s Airtime                                                       |
| Wonder Woman Golden Lasso Coaster | Six Flags Fiesta Texas      | Vereinigte Staaten | 12. Mai 2018  | Raptor Track      | Erste Auslieferung vom Raptor Track                                                |
| Twisted Cyclone                   | Six Flags Over Georgia      | Vereinigte Staaten | 25. Mai 2018  | IBox Track        |                                                                                    |
| RailBlazer                        | California’s Great America  | Vereinigte Staaten | 14. Juni 2018 | Raptor Track      |                                                                                    |
| Hakugei                           | Nagashima Spa Land          | Japan              | 28. März 2019 | IBox Track        | Erste Achterbahn des Herstellers in Asien                                          |
| Untamed                           | Walibi Holland              | Niederlande        | 1. Juli 2019  | IBox Track        | Erste Auslieferung vom IBox Track in Europa                                        |
| Zadra                             | Energylandia                | Polen              | 22. Aug. 2019 | IBox Track        | Während des Aufbaus stürzten Teile der Achterbahn während eines Sturms ein         |
| Stunt Pilot                       | Silverwood Theme Park       | Vereinigte Staaten | 29. Mai 2021  | Raptor Track      |                                                                                    |
| Jersey Devil Coaster              | Six Flags Great Adventure   | Vereinigte Staaten | 13. Juni 2021 | Raptor Track      |                                                                                    |
| Iron Gwazi                        | Busch Gardens Tampa         | Vereinigte Staaten | 11. März 2022 | IBox Track        |                                                                                    |
| Wonder Woman Flight Of Courage    | Six Flags Magic Mountain    | Vereinigte Staaten | 16. Juni 2022 | Raptor Track      | Höchste und Längste Single-Rail-Achterbahn der Welt                                |
| ArieForce One                     | Fun Spot America Atlanta    | Vereinigte Staaten | 31. März 2023 | IBox Track        |                                                                                    |
| Wildcat's Revenge                 | Hersheypark                 | Vereinigte Staaten | 2. Juni 2023  | IBox Track        |                                                                                    |
| Fire In The Hole                  | Silver Dollar City          | Vereinigte Staaten | 30. März 2024 | -                 |                                                                                    |
| Sköll & Hati                      | Gyeongju World              | Südkorea           | 30. Nov. 2024 | Raptor Track      |                                                                                    |
| YoY                               | Walibi Holland              | Niederlande        | 5. Apr. 2025  | Raptor Track      | Doppelanlage mit einem intensiven Layout mit Inversionen und einem Familien-Layout |
| Fire Runner                       | Lost Island Theme Park      | Vereinigte Staaten | 18. Juli 2025 | Raptor Track      | Das Layout ist baugleich zu dem von Stunt Pilot im Silverwood Theme Park           |